# Гастродия высокая
Гастродия высокая (лат. Gastrodia elata) — вид многолетних безлистных клубневых бесхлорофильных микогетеротрофных рода Гастродия семейства Орхидные.
Используется в традиционной китайской медицине, для лечения головных болей, головокружения, столбняка и эпилепсии и в сычуаньской кухне.

## Ботаническое описание
Растение имеет 8-12 сантиметровые эллиптические подземные корневища диаметром 3—5 сантиметров (встречаются до 7 см). Стебель голый, прямостоячий, высотой 0,3—1 м (иногда до 2 м), цвет оранжево-жёлтый до коричневого, цилиндрической формы. Цветки бледно оливковые или оранжево-красные, размером 5—-30 см (встречаются до 50 см).

## Распространение
Произрастает в Непале, Бутане, Индии, Японии (Кюсю, Хоккайдо и Хонсю), Северной Корее, Приморье, Тайване и Китае на высотах от 400 до 3200 м на окраинах лесов.

## Охрана
Редкий нуждающийся в охране вид, занесённый в Красную книгу РСФСР, региональные Красные книги — Приморского и Хабаровского краёв, Сахалинской области.